# Macromedia Authorware
| Macromedia Authorware |                                        |
| --- | -------------------------------------- |
| |                                        |
| \| Software de: \| Adobe \| \| Plataforma: \| Windows, Mac \| \| Usado para: \| Diagramas de flujo, educación en línea \| \| Extensión: \| N/D \| \| MIME: \| N/D \| \| Licencia \| No libre \| \| Sitio web \| adobe sys.inc. \| |                                        |
| Software de: | Adobe                                  |
| Plataforma: | Windows, Mac                           |
| Usado para: | Diagramas de flujo, educación en línea |
| Extensión: | N/D                                    |
| MIME: | N/D                                    |
| Licencia | No libre                               |
| Sitio web | adobe sys.inc.                         |

Authorware es un lenguaje de programación gráfico interpretado basado en diagramas de flujo. Authorware se usa para crear programas interactivos que pueden integrar sonidos, texto, gráficos, animaciones simples, y películas digitales.

## Historia
Authorware era una compañía fundada en 1987 por Michael Allen, además del producto multimedia que desarrolló. Allen ayudó en el desarrollo del sistema colaborativo PLATO durante los 1970s. Authorware se fusionó con MacroMind-Paracomp en 1992 para formar Macromedia. En 2005, Macromedia y Adobe se fusionaron, conservando la nueva compañía el nombre de la segunda.

## Uso básico
Los programas de Authorware empiezan creando una línea de flujo, que es un diagrama de flujo que muestra la estructura del programa del usuario. El usuario puede añadir y manejar texto, gráficos, animaciones, sonido y vídeo; hacerlo interactivo y añadir elementos de navegación como enlaces, botones, y menús. Las películas de Macromedia Flash y Macromedia Director también se pueden integrar en un proyecto de Authorware. Macromedia Authorware usa cajas de diálogo simples para personalizar la apariencia de iconos, contenidos y propiedades. Se pueden utilizar Xtras, o añadidos, para extender la funcionalidad de Authorware, de manera similar a los XCMDs de HyperCard. El poder de Authorware puede ser aprovechado de forma incluso mejor usando variables, funciones y expresiones.
En la actualidad, Macromedia Authorware es una de las aplicaciones de autoría e-learning más utilizadas. Las aplicaciones de autoría como Authorware se usan principalmente para crear productos multimedia interactivos e instructivos, pero también se pueden utilizar para el desarrollo de prototipos de productos multimedia.

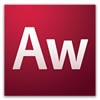
Logotipo

El contenido instructivo no puede incluir lo que el autor desee, desde demostrar cómo cambiar un neumático hasta procedimientos médicos o industriales complejos. Se necesita poco scripting para crear aplicaciones simples, lo que lo hace apetecible para negocios y escuelas que quieren crear herramientas de entrenamiento pero no pueden preparar a su personal para usar programas complicados. No obstante, cuanto más avanzadas sean las características requeridas para el producto final, más programación se necesitará. Authorware 7 permite programar en el lenguaje nativo de Authorware o en JavaScript.
Authorware es probablemente el único programa de autoría actual que ofrece capacidades potentes ya sea creando simulaciones complejas o CBTs o WBTs.
La versión actual de Authorware es la 7.02 y sólo está disponible para plataforma Windows aunque versiones anteriores estuvieron disponibles también para plataformas Macintosh.